# Aleppos universitet
Aleppos universitet (arabiska: جَامِعَة حَلَب) är ett syriskt statligt universitet i Aleppo. Det utgör landets näst största universitet, efter Damaskus universitet. 

## Historia

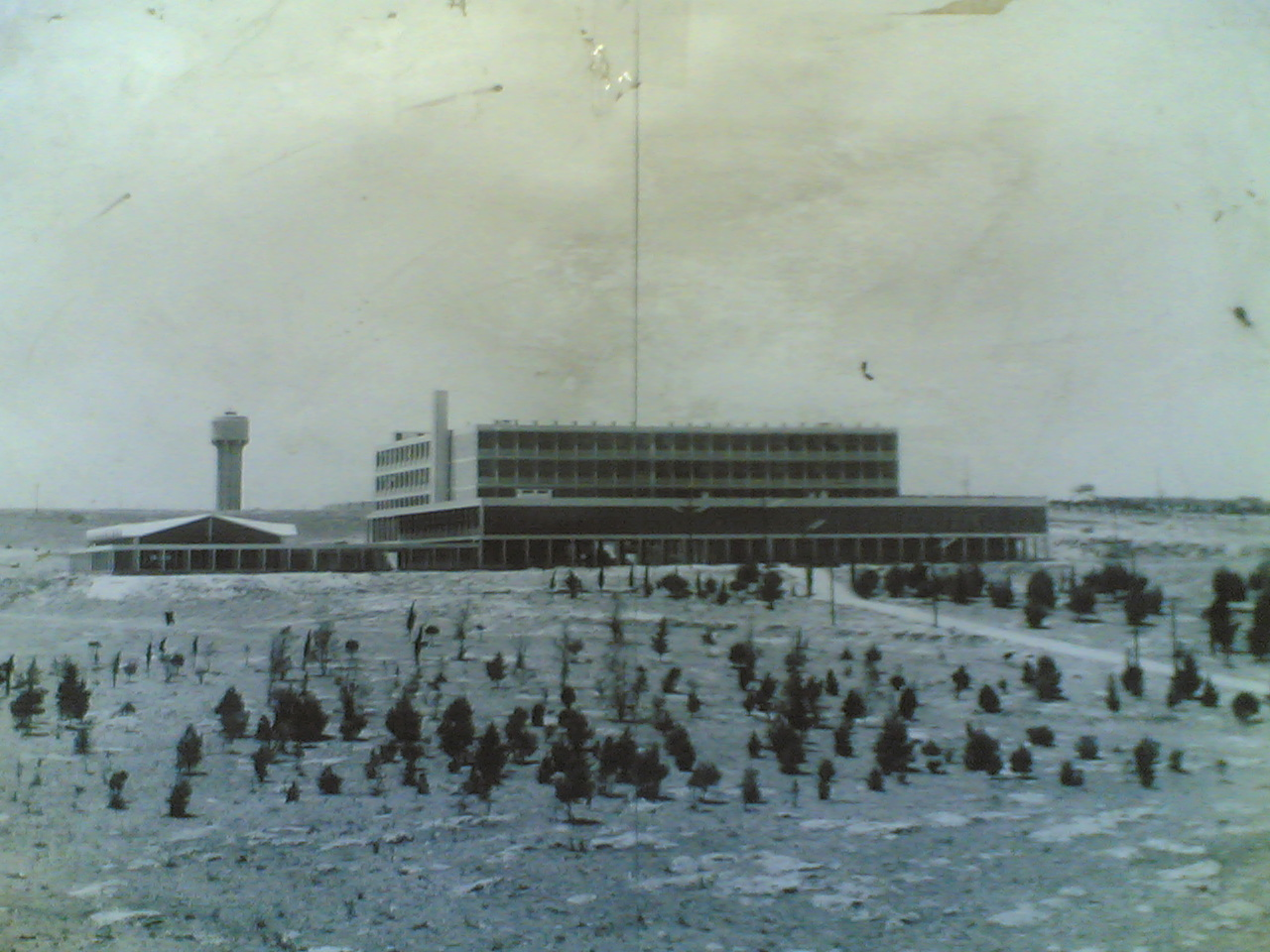
Aleppos universitet under 1960-talet

Vad som skulle komma att bli Aleppos universitet började som Ingenjörsfakulteten i Aleppo år 1946 och verkade då som en del av Damaskus universitet. Efter Frankrikes styre över Syrien kom till ett slut med Syriens självständighet 1946, så hade Syrien endast ett universistet.[källa behövs]
År 1958 beslutade Syriens regering att grunda Aleppos universitet som landets andra universitet. När universitetet först öppnade år 1960 så bestod det av två fakulteter—civilingenjörs och jordbruksfakulteten.[källa behövs]

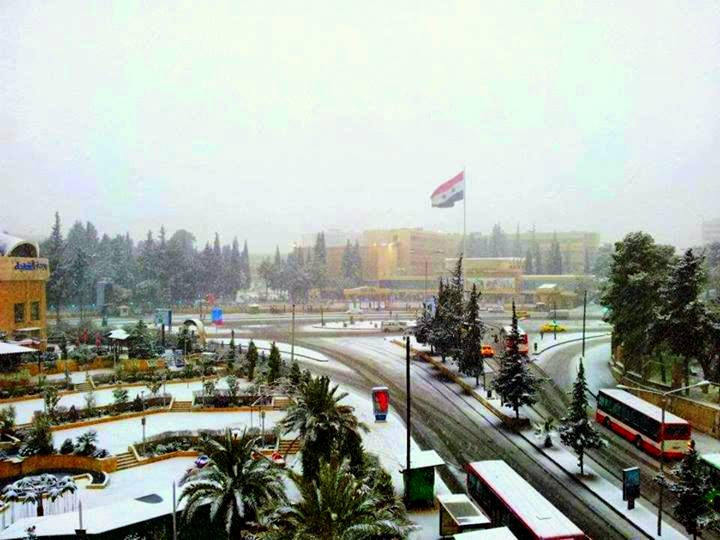
Aleppos universitets huvudentré.

Universitetet är medlem i European Permanent University Forum (EPUF) och  Mediterranean Universities Union (UNIMED). Under år 2008 så firade Aleppos universitet sitt guldjubileum.
Den 15 januari 2013 omkom 82 personer i ett terrorattentat mot Aleppos universitet, då raketer träffade områden runt universitetets studentboenden och dess arkitekturfakultet.
Den 29 november 2024 blev universitetets studentboenden beskjutna, fyra personer omkom, varav två studenter.